# Bujari (kommun)
Bujari är en kommun i Brasilien.   Den ligger i delstaten Acre, i den västra delen av landet, 2 300 km väster om huvudstaden Brasília. Antalet invånare är 8 474.
Följande samhällen finns i Bujari:
- Bujari

Omgivningarna runt Bujari är huvudsakligen savann. Runt Bujari är det mycket glesbefolkat, med 2 invånare per kvadratkilometer.